# Сулаквелидзе, Тенгиз Григорьевич
Тенги́з Григо́рьевич Сулаквели́дзе (груз. თენგიზ სულაქველიძე; род. 23 июля 1956[…], Кутаиси) — советский и грузинский футболист, защитник, полузащитник, тренер. Мастер спорта международного класса (1980). Заслуженный мастер спорта (1981).

## Карьера

### Клубная
Воспитанник детской команды кутаисского клуба «Колхида» (первый тренер — Михаил Лосаберидзе) и школы кутаисского «Торпедо» (тренер — Карло Хурцидзе). Карьеру начал в кутаисском «Торпедо», за которое выступал в первой лиге в 1974—1978 годах. В 1978 году перешёл в тбилисское «Динамо», в составе которого стал чемпионом СССР 1978 года, обладателем Кубка СССР 1979, победителем Кубка кубков 1980/81 (в первом полуфинальном матче в Тбилиси сделал дубль в ворота «Фейеноорда»). Карьеру закончил в 1989 году в шведском ИФК (Хольмсунд).

### В сборной
За сборную СССР провёл 49 матчей, забил 2 гола. Вице-чемпион Европы 1988 года, бронзовый призёр Олимпийских игр 1980 года.

### Тренерская
С 1991 года работал тренером в Грузии в собственной академии. Был председателем СТК Федерации футбола Грузии в 1990—1998, старшим тренером команды «Юного динамовца» в возрасте до 14 лет. В 1994—1995 годах — главный тренер юношеской сборной Грузии. В 2000 году — снова был назначен главным тренером юношеской сборной Грузии. При нём команда неудачно выступила в отборочных матчах чемпионата Европы и с Сулаквелидзе не стали продлевать контракт.

## Достижения

### Командные
«Динамо» (Тбилиси)
- Чемпион СССР: 1978
- Бронзовый призёр чемпионата СССР: 1981
- Обладатель Кубка СССР: 1979
- Финалист Кубка СССР: 1980
- Обладатель Кубка обладателей кубков: 1981

Сборная СССР
- Бронзовый призёр Олимпийских игр: 1980
- Вице-чемпион Европы: 1988

### Личные
- В списках 33 лучших футболистов сезона в СССР (4): под № 1 (1980, 1981, 1984); № 2 (1986)
- Заслуженный мастер спорта СССР

## Личная жизнь
Сын Тенгиз Сулаквелидзе-младший также футболист. Возглавляет футбольную академию отца.